# Alex Wilequet
Alex Wilequet (Antwerpen, 18 april 1928 – Brasschaat, 5 maart 2025) was een Belgisch theater- film- en tv-acteur met een carrière van meer dan 60 jaar.

## Biografie
Hij begon zijn theatercarrière bij het Reizend volkstheater. In 1952 stichtte hij mee het "Theater op Zolder" te Antwerpen, waaruit later het Nederlands Kamertoneel ontstond. Zo toerde hij met dit gezelschap enkele jaren in Nederland rond.
Alex Wilequet was rond die tijd ook te zien in talrijke zwart-witfilms van Edith Kiel.
Vanaf 1958 werkte hij vast bij het 'Dramatisch gezelschap' van de BRT. Hij werkte in die periode ook mee aan talloze hoorspelen en tv-series zoals De Paradijsvogels, Slisse en Cesar, en vele andere. In 1957 speelde hij  de rol van Jim in het allereerste jeugdfeuilleton dat de toenmalige B.R.T. toen nog rechtstreeks uitzond.
Naar eigen zeggen was de belangrijkste rol uit zijn carrière het theaterstuk Damiaan (Nederlandstalige adaptatie van het stuk Damien van Aldyth Morris). Hiervoor ontving hij de Kareltje prijs in 1987 uitgereikt door toenmalig minister van cultuur Karel Poma. Tussen 1984 en 1990 speelde hij het stuk meer dan 300 keer voor alles samen minstens 100.000 toeschouwers. Een ongeëvenaard succes en hij zette hiermee eigenhandig het volkstheater op de kaart.
Hij was van 1958 tot aan haar overlijden in 2025 getrouwd met Leen Vandersteen (1938-2025), de dochter van striptekenaar Willy Vandersteen. Wilequet overleed slechts 11 dagen na het overlijden van zijn echtgenote.

## Televisie
Alex Wilequet was een acteur die al sinds de jaren 50 actief was. Om een overvol en onoverzichtelijk artikel te vermijden staan hieronder enkele van zijn rollen vanaf 1964 weergegeven.
- Aspe - Pater Anselmus (2011)
- Familie - Victor (2006-2008)
- Zone Stad - Priester (2005) en Lucien (2011)
- Spoed - oude man (2002) - aflevering 'Liesje'
- Veel geluk, professor! - Rector Berkhof (2001)
- Wittekerke - Omèr (1995-1997)
- De Gaston Berghmans Show (1995)
- Daens (film) - monseigneur Goossens (1992)
- Postbus X - opkoper (1992)
- De Bossen van Vlaanderen - wetsdokter (1991)
- Omtrent Marleen - Alex (1989)
- Het Ultieme Kerstverhaal - Commissaris (1987)
- De dwaling - Flor De Pauw (1987)
- Damiaan - Damiaan (1986)
- Het Pleintje - Fons Vanbrabant (1985)
- Hard Labeur - Oom Tist (1985)
- Cantate - Vader Kempens (1985)
- Willem van Oranje - Graaf van Aerschot (1984)
- De Paradijsvogels - Meneer Hippoliet (de burgemeester) (1979,1980,1981)
- Slisse & Cesar - (de facteur) (1977)
- Keromar - Alverik (1971)
- Kapitein Zeppos - Veldwachter (1964)

## Film
- Suske en Wiske: De Texas Rakkers (2009) - Stem van professor Barabas
- Suske en Wiske: De duistere diamant (2004) - Rechter
- Daens (1993) - Monseigneur Goossens
- Chicken Run (2000) - stem Haantjes

## Theatermonologen
- Den dopper Paljas Produkties (Henri De Menthon) (1979)
- 1981 - ?: Bloot zonder t. (un certain Mr. Blot)
- 1982: Hamlet (of de gevolgen van de kinderliefde) Regie Roger Vossenaar, productie Theater 19 Brugge.
- 1984 - 1990: 300 voorstellingen Damiaan (Aldyth Morris) voor Damiaanactie. 100.000 toeschouwers voor een one-man theatershow. Een ongeëvenaard record in Vlaanderen.
- 1990 - 1991: Tsip (naar Elsschot) Theater Paljas Antwerpen